# Charlieu
Charlieu là một xã trong tỉnh Loire at the northern end of the Rhône-Alpes region of Pháp. It is home to Charlieu Abbey.

## Twin towns
It kết nghĩa với the town of Calne in Wiltshire, UK.